# NK Zoljan
NK Zoljan je nogometni klub iz Zoljana nedaleko Našica u Osječko-baranjskoj županiji.
NK Zoljan je član Nogometnog središta Našice te Nogometnog saveza Osječko-baranjske županije. U klubu treniraju tri kategorije: početnici, pioniri, juniori i seniori.
Klub je osnovan 1975.
Trenutačno se natječe u 2. ŽNL Našice.

## Uspjesi kluba
Prvaci 3. ŽNL Liga NS Našice; 2010./11. i 2017./18.
Prvaci Liga Mladeži NS Našice Juniori; 2009./10., 2010./11. i 2021./22.
Prvaci Liga Mladeži NS Našice Pioniri; 2008./09., 2018./19.

## Vanjske poveznice
- http://www.nogos.info/  Arhivirana inačica izvorne stranice od 22. svibnja 2016. (Wayback Machine)